# 馬克西米夫卡 (特諾皮爾州)
49°36′0″N 25°53′54″E / 49.60000°N 25.89833°E
馬克西米夫卡（羅馬化：Maksymivka）是烏克蘭的村落，位於該國西部捷爾諾波爾州，由捷尔诺波尔区負責管轄，始建於1892年，距離霍雷-斯特雷約韋茨基和恰哈里-茲巴拉茲基1公里，面積4.14平方公里，2001年人口859。